# هاري لوبسه
هاري لوبسه (بالهولندية: Harry Lubse)‏ (مواليد 23 سبتمبر 1951) هو لاعب كرة قدم. يلعب مع منتخب هولندا لكرة القدم. سبق له أن لعب في كأس العالم لكرة القدم مع منتخب بلاده.

## روابط خارجية
- هاري لوبسه على موقع الاتحاد الدولي (مؤرشف)  (الإنجليزية)
- هاري لوبسه على موقع الاتحاد الأوربي (الإنجليزية)
- هاري لوبسه على موقع قاعدة بيانات كرة القدم.إي يو (الإنجليزية)
- هاري لوبسه على موقع ناشيونال فوتبول تيمز (الإنجليزية)
- هاري لوبسه على موقع عالم كرة القدم.نت (الإنجليزية)